# Eildon Hills

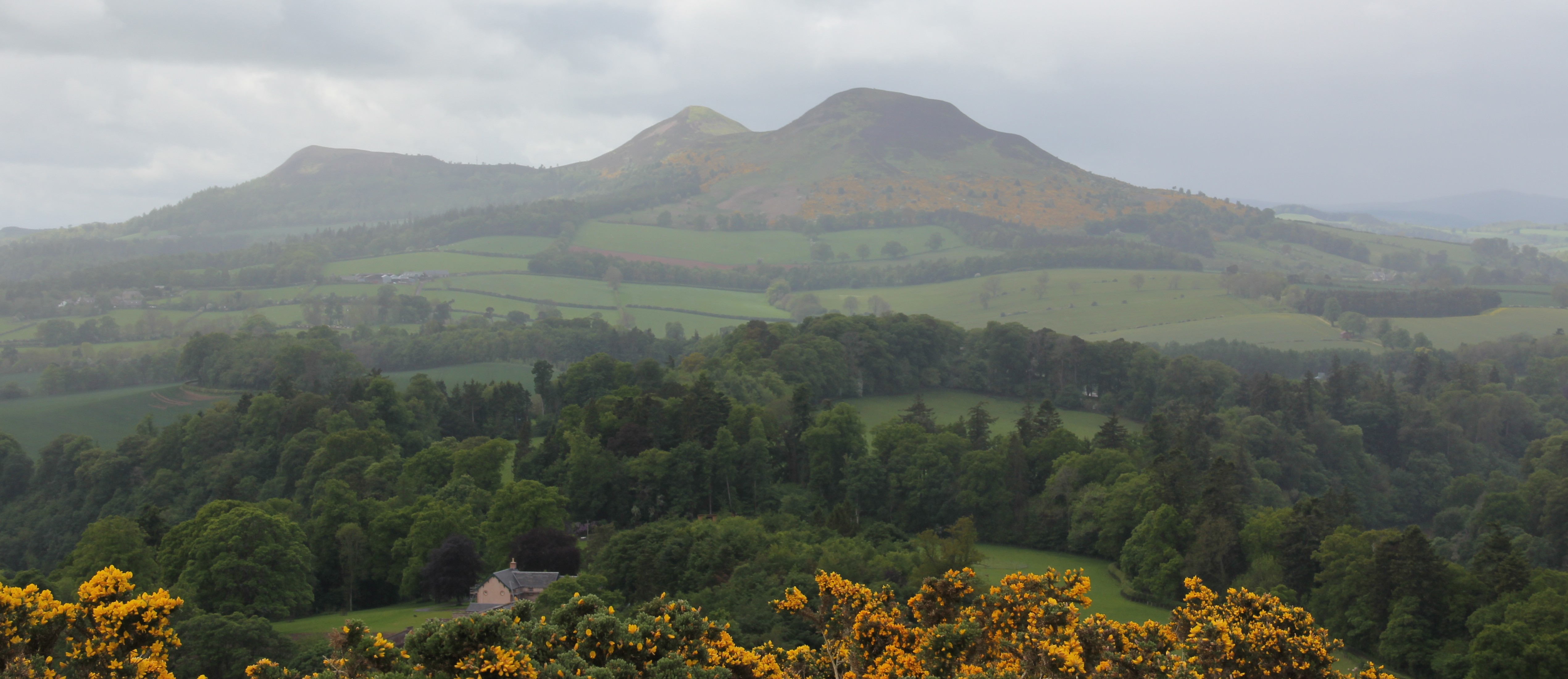
De drie pieken van Eildon Hills

Eildon Hills is een berg in Schotland in de gemeente Scottish Borders, ten zuiden van Melrose. De naam wordt doorgaans in meervoud gebruikt, vanwege de drie-dubbele piek van de berg. De berg is 422 meter hoog. Op de wand van de berg zijn plateaus uitgehakt, waarop een fortificatie is gebouwd. 